# 유엔 레바논 임시군

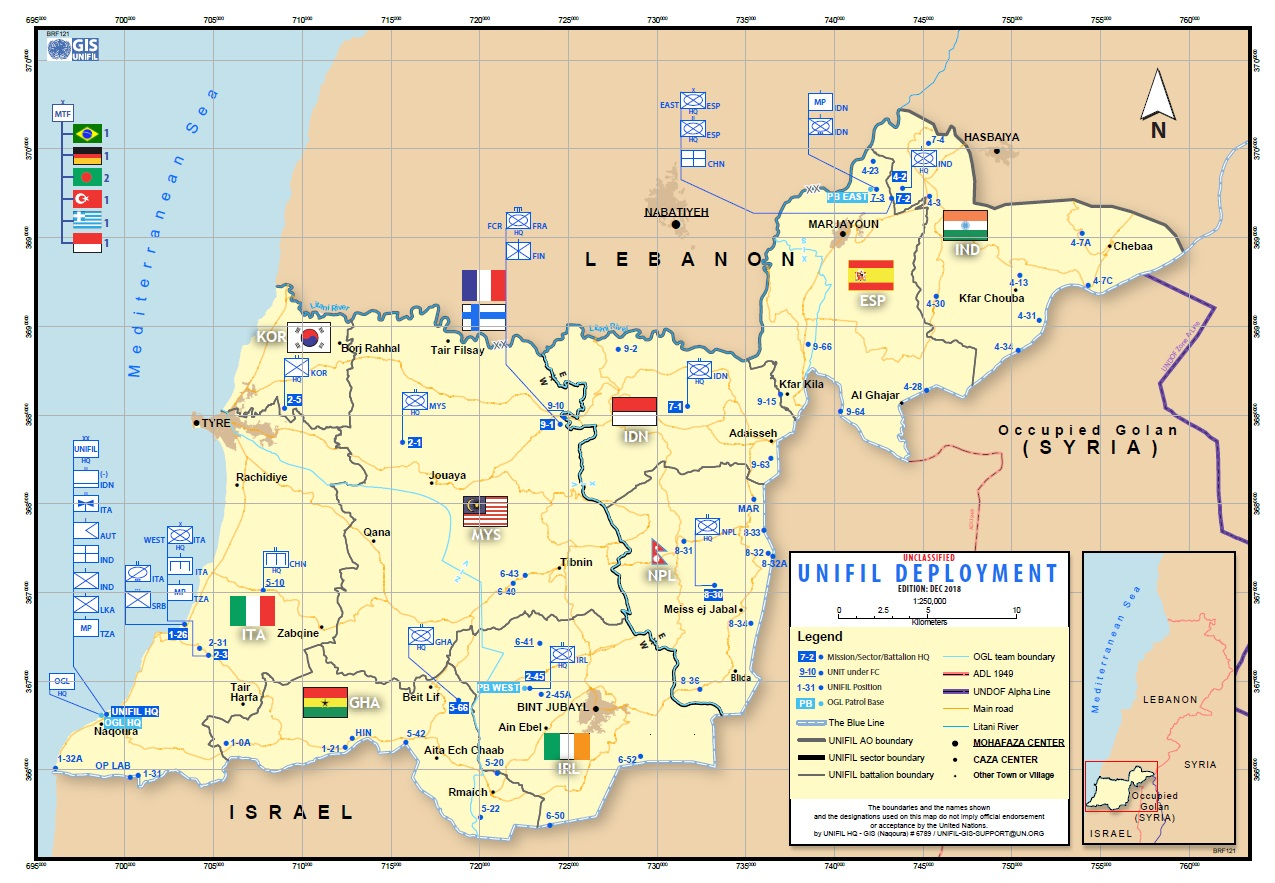
2018년 기준 UNIFIL 배치 상황

유엔 레바논 임시군(영어: United Nations Interim Force in Lebanon, 아랍어: قوة الأمم المتحدة المؤقتة في لبنان, 히브리어: כוח האו"ם הזמני בלבנון) 또는 UNIFIL(아랍어: يونيفيل, 히브리어: יוניפי״ל)은 1978년 3월 19일 유엔 안보리 결의안 425호와 426호에 의거하여 설립된 UN 평화 유지 임무이다. 이스라엘이 5일 전에 침공한 레바논에서 이스라엘의 철수를 확인하여 레바논 정부가 이 지역에서 효과적인 권위를 회복할 수 있도록 보장했다. 남부 레바논의 팔레스타인 반란과 레바논 내전의 맥락에서 1978년 남부 레바논 분쟁이 발생했다.
1982년 이스라엘의 레바논 침공과 2000년 이스라엘의 레바논 철수로 인해 임무가 조정되어야 했다. 2006년 레바논 전쟁 이후 유엔 안전보장이사회는 유엔 안전 보장 이사회 결의 제1701호를 결의하여, UNIFIL을 강화하고 난민 지원과 같은 임무를 추가했다.
UNIFIL의 권한은 유엔 안전 보장 이사회에 의해 매년 갱신된다. 가장 최근에는 유엔 안보리 결의안 2695가 통과되면서 2023년 9월 1일에 연장되었다. 이 부대는 46개국 출신의 10,000명의 평화유지군으로 구성되어 있으며 레바논 군대가 레바논 남부를 보호하도록 돕는 임무를 맡고 있다. 그 자금은 총회에서 매년 승인된다. 2018년 7월부터 2019년 6월까지 예산은 4억7400만 달러였다.

## 같이 보기
- 리타니 작전
- 1982년 레바논 전쟁
- 2006년 레바논 전쟁
- 레바논 내전
- 유엔 평화유지군
- 동명부대